# Sverre Horge
Sverre Horge (Oslo, 10 mei 1944) is een Noors acteur. Hij maakte zijn debuut in de korte film Kilroy, waarin hij Kilroy speelde. In zijn tweede film, Voldtekt, speelde Horge de hoofdrol Frank Iversen. In de film Ransom speelde hij een belangrijke rol en hij verscheen ook op de filmposter van die film. Een jaar later in 1975 speelde Horge de hoofdrol Eddie in de film Eddie og Suzanne. Ook speelde hij een hoofdrol in de film Pøbel. Horge speelde ook in meerdere films een bijrol. In de periode 1986 tot 2001 stopte hij met het spelen in films.
De eerste rol, die Horge na zijn stop speelde, was een bijrol in de film Elling. Zijn volgende rol was een van de hoofdrollen in het voor een Amanda Award genomineerde televisieprogramma Nissene på låven. Horge speelde nog in een twaalftal andere films en series, waaronder de in 130 landen verschenen televisieserie Lilyhammer. Hij speelde in die serie Reidar Bjørnstad in de aflevering Reality check.
Horge is de vader van acteur Henrik Horge.